# Розовский сельсовет
Розовский сельсовет — упразднённое муниципальное образование в составе Минераловодского района Ставропольского края Российской Федерации.
Административный центр — село Розовка.

## География
Территория Розовского сельсовета располагалась в южной части Минераловодского района.

## История
Законом Ставропольского края от 28 мая 2015 года № 51-кз, все муниципальные образования, входящие в состав Минераловодского муниципального района Ставропольского края (Минераловодского территориального муниципального образования Ставропольского края), — городские поселения Минеральные Воды, посёлок Анджиевский, сельские поселения Гражданский сельсовет, село Греческое, Левокумский сельсовет, Ленинский сельсовет, Марьино-Колодцевский сельсовет, село Нагутское, Нижнеалександровский сельсовет, Первомайский сельсовет, Перевальненский сельсовет, Побегайловский сельсовет, Прикумский сельсовет, Ульяновский сельсовет и Розовский сельсовет — были преобразованы, путём их объединения, в Минераловодский городской округ.

## Население
| 1989 | 2002  | 2010  | 2011  | 2012  | 2013  | 2014  | 2015  |
| ---- | ----- | ----- | ----- | ----- | ----- | ----- | ----- |
| 1275 | ↗1505 | ↗1655 | ↘1652 | ↘1601 | ↗1608 | ↘1551 | ↘1542 |

## Состав сельского поселения
До упразднения Розовского сельсовета в состав его территории входили 3 населённых пункта:
| № | Населённый пункт | Тип населённого пункта       | Население |
| - | ---------------- | ---------------------------- | --------- |
| 1 | Розовка          | село, административный центр | ↗1127     |
| 2 | Апанасенко       | хутор                        | ↘100      |
| 3 | Свободный Труд   | хутор                        | ↘300      |